# Симмонс, Эдвард
Эдвард Симмонс (англ. Edward Emerson Simmons; 1852—1931) — американский художник-импрессионист. Был одним из Десяти американских художников, которые в 1897 году отделились от Общества американских художников. Известен как автор многих фресок.

## Биография
Родился 27 октября 1852 года в городе Конкорд, штат Массачусетс, в семье государственного чиновника.
В 1874 году окончил Гарвардский колледж. Затем обучался художеству в парижской Академии Жюлиана, будучи учеником Гюстава Буланже и Жюля Лефевра. В 1894 году был удостоен награды общества Municipal Art Society[en] за серию фресок в здании Criminal Courthouse на Манхэттене (криминальное отделение New York County Courthouse[en]). Позже Симмонс украшал нью-йоркский отель Уолдорф-Астория, библиотеку Конгресса в Вашингтоне и Капитолий штата Миннесота в городе Сент-Пол.
В 1914 году он побывал с художником Чайльдом Хассамом в городе Пидмонт, штат Аризона, для знакомства с работами восходящего калифорнийского художника Xavier Martínez[en] в его рабочей студии.
Симмонс считался художником Американского ренессанса, движения, которое возникло после Гражданской войны в США.
В 1922 году он опубликовал собственную автобиографию.
Умер 17 ноября 1931 года в Балтиморе, штат Мэриленд.

## Галерея

Некоторые работы
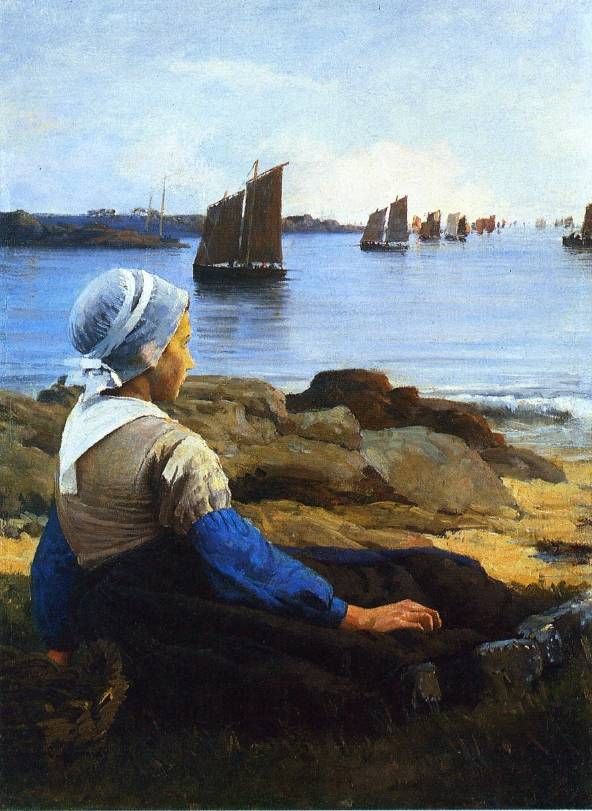
Ожидая его возвращения.
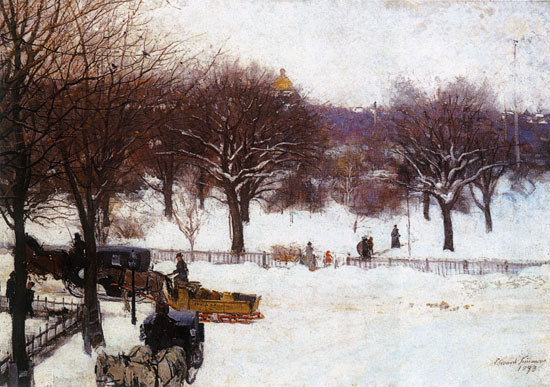
Городской сад. Бостон.
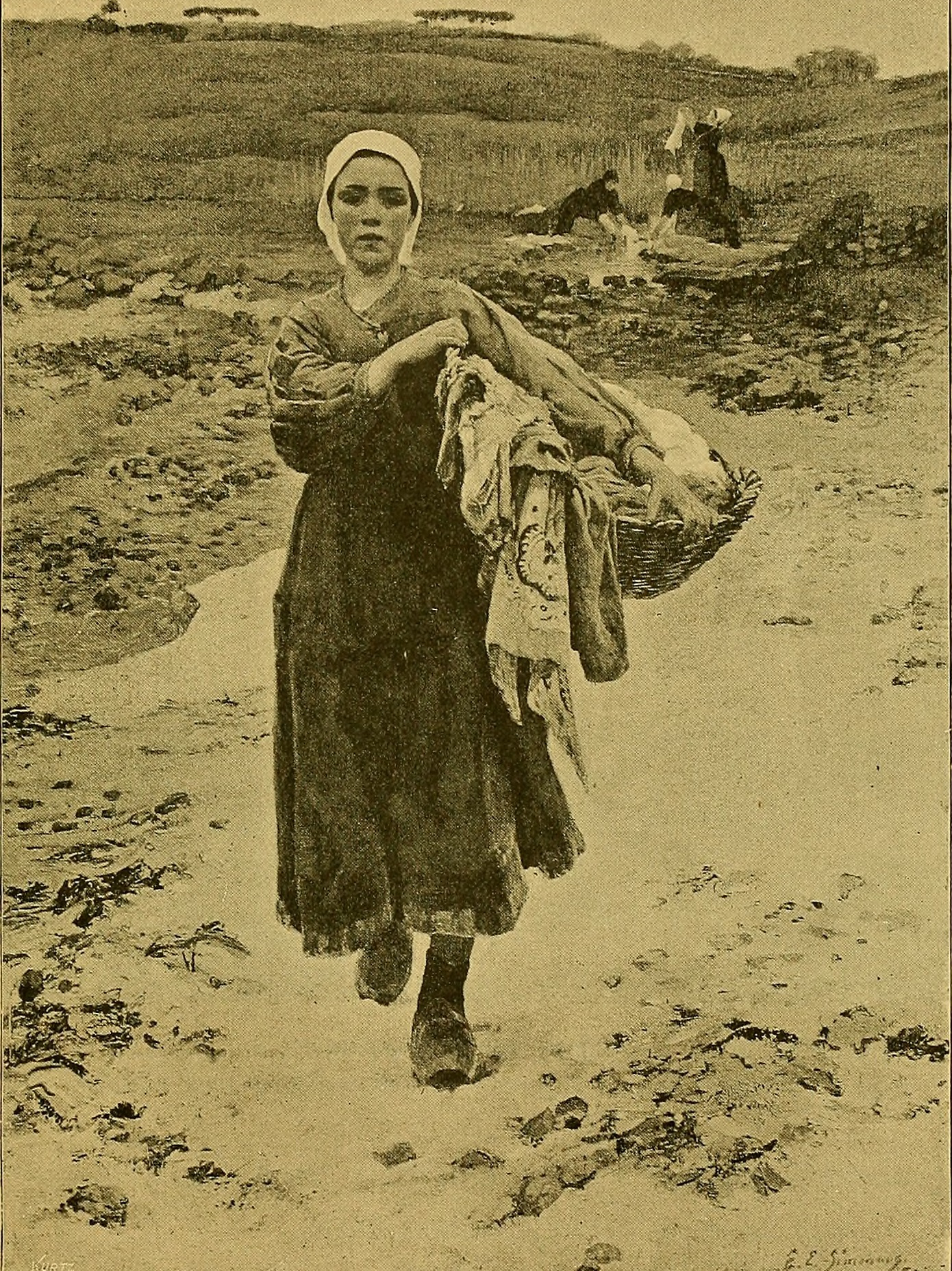
Возвращение домой.
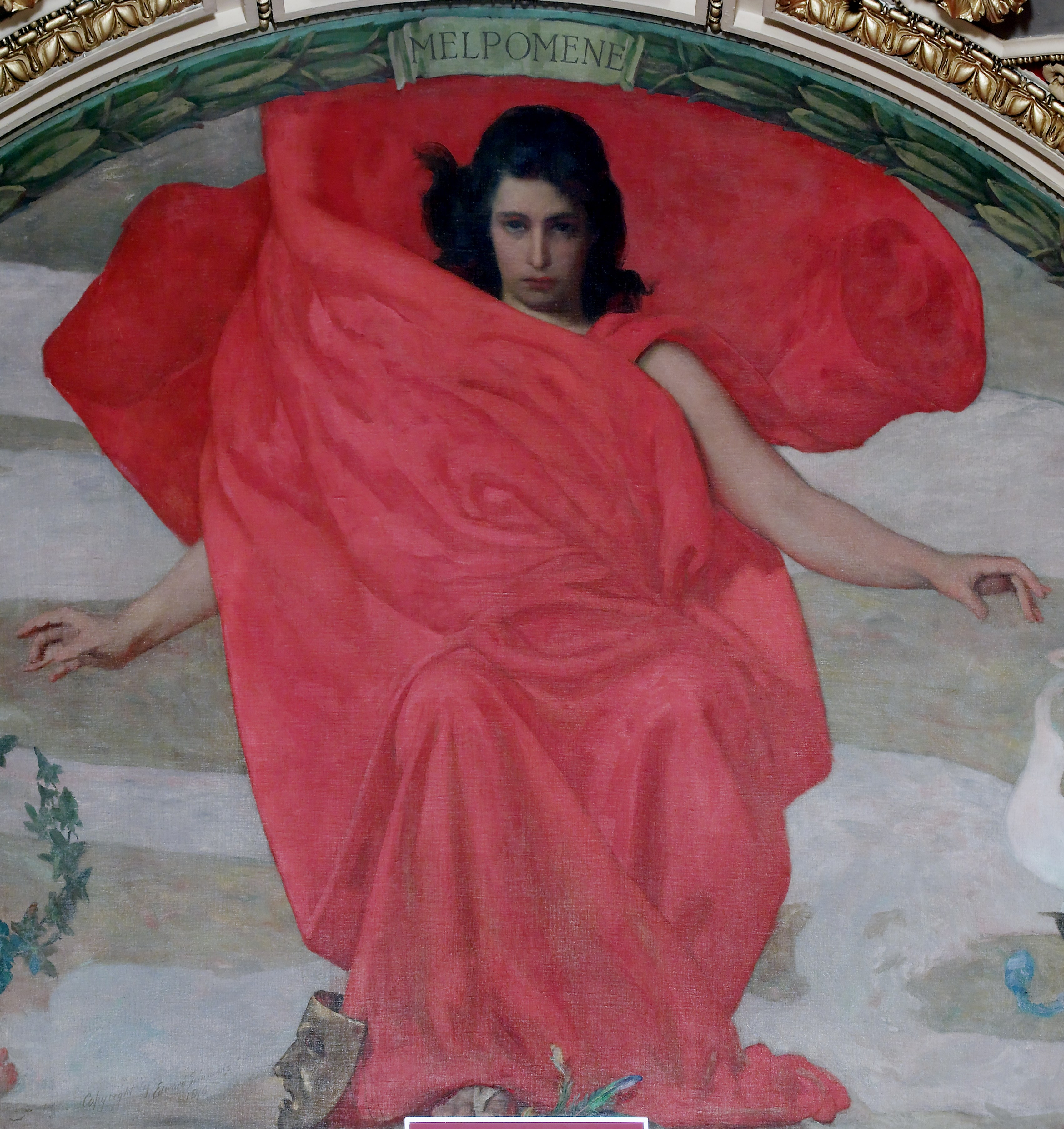
Мельпомена.
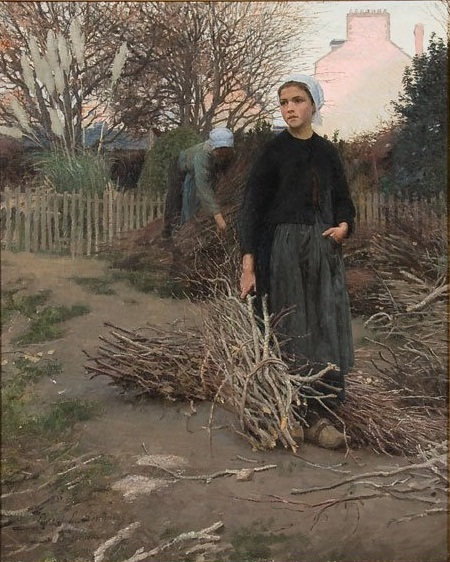
Вязанки хвороста.
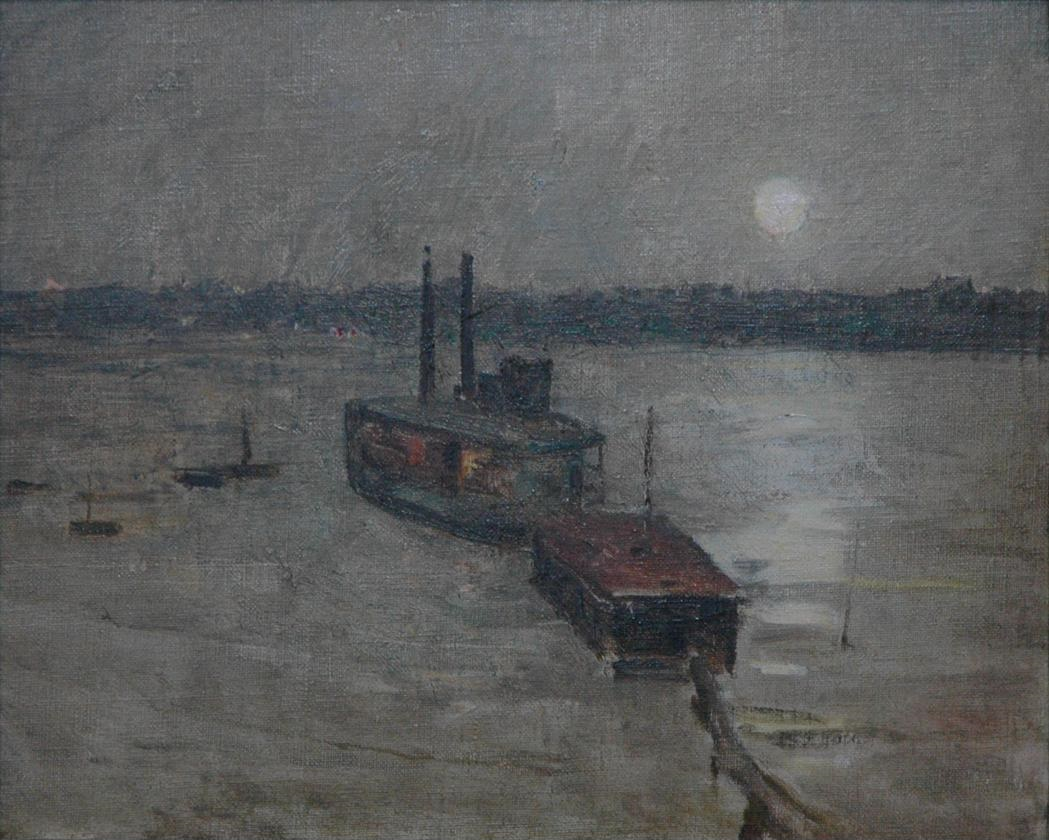
Нью-йоркский паром.